# Remuera

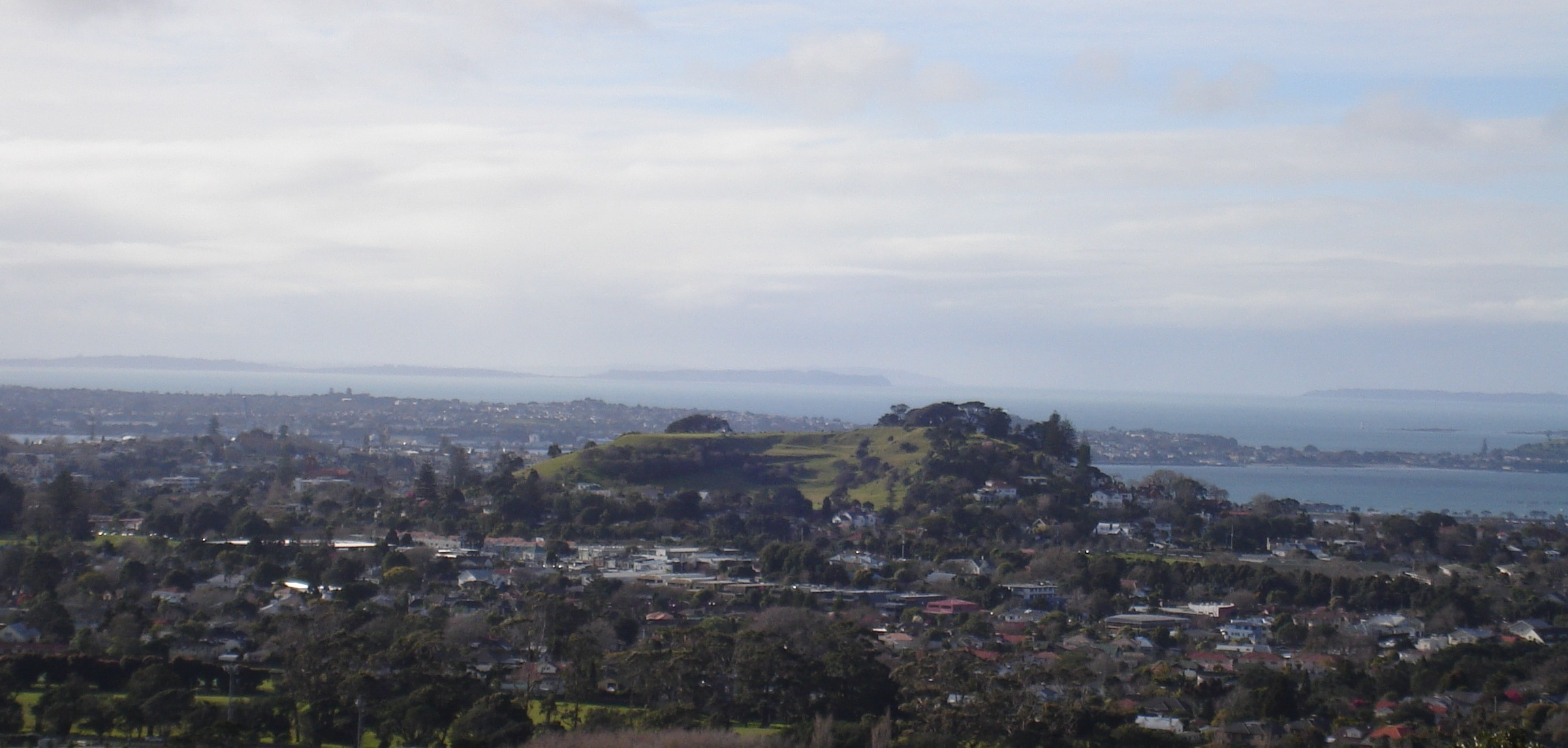
Remuera vista dall'alto

Remuera è una ricca area residenziale suburbana all'interno di Auckland, nell'Isola del Nord della Nuova Zelanda.
Si trova a quattro chilometri a sud-est del centro città. Remuera è una delle periferie più antiche di Auckland, caratterizzata da molte grandi case, spesso edoardiane o metà del XX secolo. 
Primo esempio di un sobborgo "frondoso", Remuera è nota per le sue tranquille strade alberate. Il sobborgo ha numerosi spazi verdi, il più ovvio dei quali è Ōhinerau/Monte Hobson - un cono vulcanico con vista dall'alto che domina il porto di Waitematā e Rangitoto.
Secondo il censimento del 2013, Remuera ha una popolazione di 7.254 persone.
Il sobborgo si estende dalla baia di Hobson e dal bacino di Orakei sul porto di Waitematā a nord e ad est, fino alla strada principale della State Highway 1 a sud-ovest. 
È circondato dai sobborghi di Orākei, Meadowbank, Saint Johns, Mount Wellington, Ellerslie, Greenlane, Epsom, Newmarket e Parnell . Remuera è la patria di molti famosi neozelandesi tra cui il defunto Sir Edmund Hillarye il famoso pilota automobilistico Bruce McLaren.